# Volče, Pivka
Volče este o localitate din comuna Pivka, Slovenia, cu o populație de 59 de locuitori.